# 줄하스난 라피케

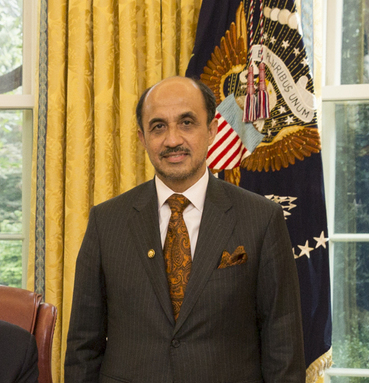

줄하스난 라피케(말레이어: Zulhasnan Rafique)는 말레이시아의 정치인으로 전 연방직할시장이었다. 쿠알라룸푸르 시 스티아왕사 구의 국회의원을 지냈으며, 통일말레이국민조직(UMNO)의 최고위원을 지낸 바 있다.